# Svenja Pages
Svenja Pages (* 3. August 1966 in Rheydt) ist eine deutsche Schauspielerin, Hörspiel- und Synchronsprecherin.

## Leben
Sie ist die Tochter des Schauspielerehepaares Ursula und Harald Pages sowie die ältere Schwester der Schauspielerin Annika Pages. Ihre Schauspielausbildung hat sie an der Hochschule für Musik und Darstellende Kunst Frankfurt am Main abgeschlossen. Mit der nach Büchern von Robert Stromberger gedrehten Fernsehserie Diese Drombuschs gab sie 1986 ihr Fernsehdebüt.
Außerdem lieh sie ihre Stimme einer Vielzahl von Charakteren verschiedenster Hörspiele, u. a. sprach sie die Rolle der Barbie in der gleichnamigen Hörspielreihe (1987–1989). Bei der öffentlichen Rundfunkanstalt NDR nahm sie an einigen Hörspielen teil, beispielsweise in Hasenjagd (1993), Angela Gerrits (1996), Das Dekameron (1999), Lennart und die Wunderwette (2001) und in Das Wunder von Björn (2006). In dem 2008 erschienenen Computerspiel Star Wars: The Force Unleashed ist sie als Juno Eclipse zu hören.
Auch als Synchronsprecherin war sie häufig tätig. Insbesondere für viele britische Literaturverfilmungen erhielt Svenja Pages verschiedene Hauptrollen, so sprach sie 2007 Emily Blunt in Tod auf dem Nil und 2008 Emilia Fox in Ballet Shoes. 2009 beteiligte sie sich an der Synchronisation der BBC-Fernsehserien von Lost in Austen als Jane Benett, einer modernen Version von Jane Austens Stolz und Vorurteil, und von Lark Rise to Candleford als Lady Adelaide Midwinter.

## Filmografie (Auswahl)
- 1987: Vorfall am Fluß
- 1987–1990: Diese Drombuschs (Fernsehserie, 8 Folgen)
- 1989: Der Landarzt (Fernsehserie, 6 Folgen)
- 1988–1996: Ein Fall für zwei (Fernsehserie, 3 Folgen)
- 1989–1995: Derrick (Fernsehserie, 6 Folgen)
- 1989: Jede Menge Schmidt
- 1990: Das Traumschiff – New Orleans
- 1990: Einer für alle
- 1991–1999: Der Alte (Fernsehserie, 3 Folgen)
- 1992: Der Fotograf oder das Auge Gottes
- 1992: Großstadtrevier (Fernsehserie, Folge 4x08)
- 1993: Immer wieder Sonntag
- 1993: Anwalt Abel – Sprecht mir diesen Mörder frei
- 1993: Wie Pech und Schwefel
- 1993–1994: Hallo, Onkel Doc! (Fernsehserie, 17 Folgen)
- 1994: Elbflorenz (Fernsehserie, 3 Folgen)
- 1994: Freunde fürs Leben (Fernsehserie, Folge 3x13)
- 1996: Die Kommissarin (Fernsehserie, Folge 2x12)
- 1996: Der Fahnder
- 1996: Doppelter Einsatz (Fernsehserie, Folge 2x14)
- 1996: Und morgen fängt das Leben an
- 1997: Der Fahnder (Fernsehserie, Folge 7x26)
- 1998: Die Männer vom K3 – Liebestest
- 1999, 2000: Siska (Fernsehserie, Folgen 2x03, 3x08)
- 1999: Tatort – Auf dem Kriegspfad
- 2000: Die Cleveren (Fernsehserie, Folge 1x08)
- 2000: Ein unmöglicher Mann
- 2002: Drei mit Herz
- 2002: Flamenco der Liebe
- 2003: Alphateam – Die Lebensretter im OP (Fernsehserie, Folge 8x10)
- 2003: Utta Danella – Die andere Eva
- 2004: Nikola (Fernsehserie, Folge 7x06)
- 2005: Rosamunde Pilcher – Über den Wolken
- 2006: In aller Freundschaft (Fernsehserie, Folge 9x12)
- 2006: Kommissar Stolberg – Todsicher
- 2007: SOKO Köln (Fernsehserie, Folge 4x06)
- 2007: Da kommt Kalle (Fernsehserie, Folge 2x04)
- 2008: Inga Lindström – Sommer der Entscheidung
- 2016: Sibel & Max (Fernsehserie, Folge 2x09)

## Hörspiele (Auswahl)
- 1987–1989: Barbie (Hörspielreihe, 24 Folgen) … als Barbie
- Matthias Wittekindt: Tod eines Tauchers. Regie: Norbert Schaeffer. Radio-Tatort, NDR 2008, Der Hörverlag 2010, ISBN 978-3-86717-267-7.